# Orbita halo

I cinque punti di Lagrange in un sistema a due corpi, con uno molto più massivo dell'altro (per esempio il Sole e la Terra). I punti L_{3}, L_{4} e L_{5} sembrano appartenere all'orbita del corpo minore, ma in realtà sono leggermente all'esterno.

Un'orbita halo è un'orbita periodica tridimensionale percorribile da un terzo corpo in prossimità dei punti di Lagrange L1, L2 o L3 di altri due corpi. Costituisce una soluzione al problema dei tre corpi nel caso semplificato in cui il terzo corpo abbia massa trascurabile rispetto agli altri due.
Un corpo posto su un'orbita halo non è fisicamente orbitante attorno al punto di Lagrange (poiché questo è unicamente un punto di equilibrio privo di massa), ma segue una traiettoria chiusa posta in prossimità di esso. La traiettoria, dalla forma vagamente circolare, è il frutto di una complicata interazione tra l'attrazione gravitazionale esercitata dai due corpi principali del sistema e la forza centripeta cui è soggetto il terzo corpo. Per ogni punto di Lagrange esistono numerose coppie di orbite halo, simmetriche rispetto al piano dell'orbita dei due corpi principali.
Un'orbita halo è un caso particolare delle orbite di Lissajous in cui la frequenza della componente del movimento sul piano eguaglia quella del movimento extra-planare.

## Origine del nome
Il nome è stato suggerito dalla forma ad aureola (halo in inglese) delle orbite se vengono osservate in un piano perpendicolare all'asse dei due corpi principali. Il termine venne coniato da Robert Farquhar che lo usò nel 1968 nella sua tesi di dottorato in cui per primo studiò queste orbite, valutandone le possibilità di utilizzo per un satellite come ponte per le telecomunicazioni tra la Terra e la faccia nascosta della Luna.
Farquhart aveva introdotto solo le espressioni analitiche per le orbite, mentre alcuni anni più tardi Kathleen Howell elaborò le soluzioni numeriche per le traiettorie.

## Utilizzi
In astronautica da un punto di vista pratico le orbite halo tendono ad essere instabili e richiedono piccole manovre correttive periodiche, tuttavia offrono altri vantaggi. In generale costituiscono zone di parcheggio energeticamente economiche tra i due corpi.
Inoltre le orbite in prossimità di L2, ovvero all'esterno del corpo più piccolo, mettono il satellite, nel caso Sole-Terra, in una zona schermata dalle radiazioni solari agevolando ad esempio le osservazioni astronomiche e, nel caso Terra-Luna in orbite che permettono la visione contemporanea della Terra e della faccia nascosta della Luna.
La prima missione ad usare un'orbita halo è stata ISEE-3, lanciata nel 1978, posizionatasi nel punto L1 del sistema Sole-Terra dove rimase per diversi anni.

La successiva missione a farne uso fu SOHO nel 1996, anch'essa nel punto L1 del sistema Sole-Terra, in un'orbita simile a ISEE-3.
Più comunemente le missioni poste in orbita attorno ai punti di Lagrange sfruttano orbite di Lissajous.
Il Telescopio Spaziale James Webb (JWST) è inserito in un'orbita halo del punto L2 del sistema Terra-Sole.